# Ley de Radio y Televisión (Perú)
En el Perú, se aplica desde el 2005 la Ley de Radio y Televisión (28278) realizada por el Congreso del Perú, creada en 2004. La primera edición de 86 artículos se aplicó en el mismo año y fue publicada por el Ministerio de Transportes y Comunicaciones. Hasta entonces esta ley es regulada por el Consejo Consultivo de Radio y Televisión.

## Historia
Los primeros intentos de establecer una nueva regulación se retoman en el 2002 cuando la Asociación Nacional de Anunciantes, la Asociación de Radio y TV y la ONG Veeduría Ciudadana veían que la programación aprovechaba contenido inapropiado para ganar audiencia.
En aquel entonces, la radiodifusión se regulaba por la antigua Ley de Telecomunicaciones, que fue promulgada en 1971. En 2001, Natale Amprimo, presidente de la Comisión de Transportes y Telecomunicaciones del Congreso de la República, afirmó que no se había recibido una reforma de la Ley de Telecomunicaciones. Meses después, Alejandro Toledo propuso el primer proyecto de ley para renovar la regulación bajo la supervisión de un futuro Consejo Consultivo de Radio y Televisión.
En junio de 2004, después de derogar 20 normas conflictivas durante su creación, la ley fue aprobada. En esta norma establece, además de la autorregulación, deberes de las radiodifusoras y los límites de inversión extranjera. Se promulgó al mes siguiente, se publicó el 16 de julio de ese año y entró en vigencia 120 días después de su publicación.
Entre los principios de la autorregulación incorporados en su artículo 2, además de la protección al menor, destacan: la defensa de la persona humana, la libertad de pensamiento, el respeto a la pluralidad, el derecho a la veracidad e imparcialidad, el fomento cultural y la identidad nacional. En un principio, las condiciones fueron aplicadas a los principales medios de comunicaciones, por lo que canales América Televisión, Frecuencia Latina y Andina de Televisión manifestaron su rechazo. Por otro lado, Panamericana fue uno de los primeros canales en aplicar esta iniciativa que ocurrió después de la emisión de Mil oficios.
En 2022 se modifica la ley para extender los plazos de renovación de la señal televisiva en la era digital.

### Inversión extranjera
A pesar del sistema de gobierno neoliberal instaurada en la Constitución de 1993, en junio de 2004, el Congreso de la Nación debatió un proyecto de ley que regulaba la inversión financiera extranjera en las estaciones de radio y televisión. Las empresas de radiodifusión se opusieron a la limitación del 25 % propuesto en el proyecto.

### Código de ética
El código de ética fue implementado el 31 de octubre de 2006 por el Ministerio de Comunicaciones como parte del artículo 34 de la Ley de Radio y Televisión. Un año antes el recién instalado Consejo Consultivo de Radio y Televisión solicitó presentar los códigos de canales de televisión para adecuar a la nueva legislación correspondiente. En una de las secciones llamada «Horario de protección al menor» se utiliza las tarjetas informativas desde las 6 de la mañana hasta las 10 de la noche. En ese horario se establece la prohibición de cualquier contenido adulto, incluido servicios eróticos.
Valores Humanos es la asociación que más denuncias con éxito tuvo. En el 2004, la presidenta Susana Cavassa obligó a Frecuencia Latina reemplazar el horario Los Simpson. Desde entonces, fue encarga en moderar la programación infractora excepto programación nocturna y de actualidad junto a Indecopi (conocido como telebasura).
Durante ese tiempo se ha aplicado violaciones en el sistema como Combate, Esto es Guerra y Amor, amor, amor. Este último, ya renombrado como Válgame Dios fue supervisada por el MTC en 2020.

### Límites de titularidad de las frecuencias
La ley de 2004 considera «acaparamiento» cuando una persona natural o jurídica supera la titularidad de cierta parte de las frecuencias de una localidad: 30 % en caso de televisión, y el 20 % en caso de la radio.

### Producción nacional
En la octava disposición complementaria se estable un mínimo de producción nacional. Este se basa en el artículo 45 de la Ley n.° 28131, Ley del Artista Intérprete y Ejecutante.

## Biblbiografía
- Perla Anaya, José (Octubre de 2005). Ley de Radio y Televisión : análisis y comentarios. Asociación de Consumidores Calandria. OCLC 804377261. Consultado el 8 de abril de 2022.
- Perla Anaya, José (2016). Ética de la comunicación televisiva. ISBN 978-9972-45-334-2. OCLC 980875608. Consultado el 3 de febrero de 2023.